# Yves Haussener
Yves Haussener (* 13. Juni 1998 in Basel) ist ein Schweizer Beachvolleyballspieler.

## Karriere
Haussener stammt aus einer Volleyballfamilie. Mit Florian Breer kam er bei der U18-Europameisterschaft 2013 in Maladsetschna auf den 25. Platz. 2014 gewannen Breer/Haussener die U19-Weltmeisterschaft in Acapulco. 2015 spielten sie erstmals auf der nationalen Coop Beachtour. Bei der U18-EM in Riga wurden sie Dritte und beim U20-Turnier in Larnaka Siebte. Im Oktober nahmen sie in Puerto Vallarta erstmals an einem Open-Turnier der FIVB World Tour teil. 2016 wurden sie Fünfte der U21-WM in Luzern und Dritte der U20-EM in Antalya. Bei der U19-WM in Larnaka unterlagen sie erst im Final. National erreichten sie einige Top-5-Ergebnisse und wurden Fünfte der Schweizer Beachvolleyball-Meisterschaft. Ebenfalls Fünfte wurden sie bei der U22-EM 2017 in Baden. Beim Fünf-Sterne-Turnier in Gstaad schieden sie in der Qualifikation aus. Danach kamen sie bei der U21-WM in Nanjing auf den neunten Platz. Die nationale Meisterschaft in Bern beendeten sie auf dem vierten Rang. Anschliessend wurden sie in Vulcano Vize-Europameister der U20.
2018 erzielten sie auf der World Tour und beim CEV-Satellite in Göteborg zweistellige Resultate. Beim Ein-Stern-Turnier in Alanya wurden sie Vierte. Anschliessend wurden sie Dritte der Studierenden-WM in München und Fünfte der U22-EM in Jūrmala. Bei den folgenden Ein-Stern-Turnieren in Ljubljana, Vaduz und Montpellier kamen sie auf die Plätze drei, zwei und vier. Die Schweizer Meisterschaft beendeten sie auf dem dritten Rang.
Seit 2019 spielt Haussener mit Quentin Métral. Auf der World Tour wurden sie in Siem Reap (zwei Sterne) Dritte, kamen aber bei höherwertigen Turnieren nie über die Vorrunde hinaus. Haussener gewann mit Florian Breer auf der nationalen Coop Beachtour 2019 das Turnier in Basel und belegte mit Leo Dillier den vierten Platz bei der Schweizer Beachvolleyball-Meisterschaft 2019. Mit Marco Krattiger nahm er am World-Tour-Finale in Rom teil. 2020 wurden Haussener/Métral beim FIVB-Turnier in Baden (ein Stern) Dritte. Auf der World Tour 2021 waren ein zweiter Platz beim 1-Stern-Turnier in Doha, ein neunter Platz beim ersten 4-Sterne-Turnier in Cancún sowie ein fünfter Platz beim 2-Sterne-Turnier in Prag die besten Ergebnisse für Haussener/Métral. Bei der Europameisterschaft 2021 in Wien startete Haussener mit Marco Krattiger und schied in der ersten K.-o.-Runde gegen die Russen Krassilnikow/Stojanowski aus. Auf der neugeschaffenen World Beach Pro Tour 2022 gewannen die beiden Schweizer die Future-Turniere in Madrid und Rhodos, hatten allerdings auf höherwertigen Turnieren zunächst nur hintere Platzierungen. Bei der Europameisterschaft 2022 in München kam erneut das Aus in der ersten K.-o.-Runde, diesmal gegen die Schweden David Åhman und Jonatan Hellvig. Im Oktober/November gab es mit neunten Plätzen bei den Challenge-Turnieren auf den Malediven und zweimal in Dubai sowie Platz fünf und Platz neun beim Challenge- bzw. Elite16-Turnier im australischen Torquay einen zufriedenstellenden Jahresabschluss für Haussener/Métral. Eine Saison später wurden sie in Saquarema Neunte, standen beim Futures in Spiez im Endspiel und bei drei nationalen Turnieren jedes Mal auf einer anderen Stufe des Podests. Die EM war für sie zum ersten Mal nach der Niederlage gegen die Bronzemedaillengewinner Serhij Popow / Eduard Reznik erst im Achtelfinale beendet. Dieses Resultat konnten sie bei ihrem letzten gemeinsamen Auftritt 2024 bestätigen.
Zu Anfang des Jahres hatten sich beide Athleten schon einen anderen Partner gesucht. Mit dem zu diesem Zeitpunkt erst siebzehnjährigen Julian Friedli setzte Haussener ein erstes Ausrufezeichen beim FIVB Futures in Cervia, als die beiden die Vorschlussrunde erreichten. Zwei Wochen danach standen sie in Spiez zum ersten Mal bei einer internationalen Veranstaltung gemeinsam auf dem Treppchen und das gleich ganz oben. Nach dem dritten Platz in Genf konnten sie beim Elite16 in Gstaad in der Qualifikation ihre Landsleute besiegen, scheiterten in der zweiten Runde der Vorausscheidung jedoch in zwei Sätzen an den Viertelfinalisten Michał Bryl und Bartosz Łosiak, wobei der erste Durchgang hart umkämpft war und mit 25:23 nur äußerst knapp an die Polen ging. Nach einem Sieg und einem weiteren Podiumsplatz bei der heimischen Beachserie belegten die Schweizer bei der Landesmeisterschaft den fünften Rang. Ihren bis zu diesem Zeitpunkt wertvollsten Erfolg erreichten Julian Friedli und Yves Haussener beim ersten World Pro Tour Challenge der folgenden Saison, als sie in Yucatán zunächst die Qualifikation unbeschadet überstanden, ihren Pool gegen  Lukas Pfretzschner / Sven Winter sowie Hugo Campos / João Pedrosa gewannen und anschließend nacheinander Philipp Huster / Maximilian Just sowie Adelmo Goncalves / Mateus De Paula aus dem Wettbewerb warfen. Im Halbfinale wurden auch die Österreicher Christoph Dressler / Philipp Waller bezwungen. Erst im Endspiel konnten die amtierenden Weltmeister Ondřej Perušič / David Schweiner die Eidgenossen stoppen.